# Мина Мазайло (мінісеріал, 1991)
«Мина Мазайло» — український комедійний 2-серійний фільм-спектакль, знятий режисером Сергієм Проскурнею на кіностудії «Укртелефільм». Сюжет мінісеріалу базується на однойменній п'єсі Миколи Куліша.
Вперше мінісеріал транслювали на телеканалі УТ-1 у 1991 році.

## Синопсис
Дії відбуваються у часи українізації, наприкінці 1920-х років. Харківський службовець Мина Мазайло вирішує змінити своє українське прізвище на російське Мазєнін, оскільки вважає його більш солідним.

## У ролях
- Валерій Івченко — Мина Мазайло
- Наталія Лотоцька — Лина (Килина) Мазайло
- Вікторія Корсун — Рина (Мокрина) Мазайло
- Микола Шкарабан — Мокій Мазайло
- Тамара Яценко — Тьотя Мотя
- Віталій Розстальний — дядько Тарас Мазайло
- Ілона Гаврилюк — Уля Розсохина
- Лариса Кадирова — Баронова — Козино
- Віталій Лінецький — комсомолець Микита Губа
- Зіновій Таратинський — комсомолець Іван Тертика
- Володимир Цивінський — комсомолець Аренський

## Реліз
Вперше мінісеріал транслювали на телеканалі УТ-1 у 1991 році.